# Diamant isotopiquement pur
Un diamant isotopiquement pur est un diamant entièrement composé d'un seul isotope du carbone. Les diamants isotopiquement purs sont synthétisés à partir de l'isotope le plus abondant, le carbone 12 (12C), ou bien de l'autre isotope stable, le carbone 13 (13C).
En comparaison des diamants naturels, composés d'un mélange des isotopes 12C et 13C, les diamants isotopiquement purs possèdent des caractéristiques améliorées telles qu'une conductivité thermique accrue. La conductivité thermique des diamants est au minimum lorsque 12C et 13C sont dans un rapport de 1:1 et atteint un maximum lorsque la composition est de 100 % de 12C ou 100 % de 13C.

## Synthèse
Les isotopes du carbone peuvent être séparés sous forme de dioxyde de carbone (CO2) gazeux par des réactions d'échange chimique en cascade avec le carbamate d'amine. Ce CO2 est ensuite converti en méthane (CH4) et de là en diamants synthétiques isotopiquement purs.
Des diamants enrichis isotopiquement ont par ailleurs été synthétisés par application d'un dépôt chimique en phase vapeur suivi de l'application d'une haute pression.

## Types

### Carbone 12
Le diamant isotopiquement pur en 12C (ou en pratique un enrichissement d'un facteur 15 de la proportion de carbone 12 par rapport au carbone 13) donne une conductivité thermique 50 % plus élevée que la valeur déjà élevée de 900-2 000 W/(m·K) pour un diamant normal, qui contient le mélange isotopique naturel de 98,9 % de 12C et 1,1 % de 13C. Ceci est utile pour les dissipateurs thermiques de l’industrie des semi-conducteurs.

### Carbone 13
Des couches de diamant isotopiquement pur en 13C de 20 micromètres d'épaisseur sont utilisées comme capteurs de contrainte en raison des propriétés avantageuses de spectroscopie Raman du 13C.